# Gephyromantis decaryi
Gephyromantis decaryi – gatunek płaza bezogonowego z rodziny mantellowatych (Mantellidae).

## Taksonomia
Jeszcze pod koniec XX wieku uważano, że opisywany tutaj gatunek i Gephyromantis blanci stanowią synonimy. Sytuację tę zmieniły dopiero badania wykonane przez Glawa i Vencesa, opublikowane w roku 2000. Poza tym gatunek mylono z Gephyromantis boulengeri oraz Gephyromantis leucomaculatus.

## Występowanie
Opisywany gatunek płaza jest endemitem, żyje na południowym wschodzie wyspy Madagaskar, od Ranomafana na południe do Midongy-du-Sud.
Osobniki tego gatunku bytują na wysokości od 700 do 1050 m nad poziomem morza. Zasiedlają one lasy deszczowe, przy czym występują zarówno w pierwotnych, jak i wtórnych. Zapuszczają się także niekiedy w siedliska mocno naznaczane działalnością ludzką.

## Rozmnażanie
Dzięki rozwojowi bezpośredniemu kręgowce te zdołały zdobyć niezależność od zbiornika wodnego.

## Status
W Czerwonej księdze gatunków zagrożonych IUCN płaz ten od 2004 roku klasyfikowany jest jako gatunek bliski zagrożenia (NT, ang. Near Threatened).
Pomimo spadku liczebności gatunek nadal określa się jako lokalnie pospolity.
Do zagrożeń dla gatunku należą: drobne rolnictwo (w tym wypas zwierząt gospodarskich), pozyskiwanie drewna i wytwarzanie węgla drzewnego, inwazyjne rozprzestrzenianie się eukaliptusa, osadnictwo ludzkie.